# Тарасенко, Иван Васильевич
Иван Васильевич Тарасенко (1873 — 28 августа 1922) — крестьянин, депутат Государственной думы I созыва от Черниговской губернии.

## Биография
По национальности украинец («малоросс»). Из казаков, крестьянин местечка Воронеж Глуховского уезда Черниговской губернии. Учился в земской сельской школе, много занимался самообразованием. Был сельским старостой и полгода помощником волостного писаря и полтора года до 5 декабря 1905 года — писарем волостного суда. Проводил митинги, призывая крестьян вступать во Всероссийский крестьянский союз. За организацию сходок, публичное чтение газет и разъяснение манифеста 17 октября отстранён от должности писаря волостного суда. Отправлял корреспонденции в киевские (например, «Громадська Думка» (Общественная мысль)) и полтавские газеты, помещал прозу и стихи в украинских журналах, в частности, в альманахе молодых авторов «Першій Ластівці»(«Первая Ласточка», Херсон, 1905).
15 апреля 1906 года избран в Государственную думу I созыва от общего состава выборщиков Черниговского губернского избирательного собрания. Входил в Трудовую группу. Поставил свою подпись под заявлением об образовании местных земских комитетов. Перед выступлением по аграрному вопросу Тарасенко через журнал «Украинский вестник» обратился к своим избирателям со своего рода анкетой: «Признаете вы за Думой право решать земельный вопрос? Все ли земли должны перейти в руки трудящихся? За выкуп или без? Как <крестьяне должны ею> наделяться?».
После роспуска 1-й Государственной думы Тарасенко по возвращении из Петербурга, собрал огромный митинг, где рассказывал, что правительство по просьбе дворян разогнало Думу для того, чтобы не дать крестьянам землю, и чтобы снова был «старый порядок». В сентябре 1906 бывшего депутата арестовали. Есть сведения, что при его аресте крестьяне, пытаясь его освободить, оказали вооружённое столкновение жандармам. В начале 1907 года он был выпущен под надзор полиции, и его снова избрали выборщиком на выборы в Чернигове. Но власти эти выборы отменили. В этот период Тарасенко публикует статьи и рассказы в газете «Рада», преемнице газеты «Громадська Думка». Обращает внимание очерк «Велика небезпека» (Большая опасность, «Рада», 20 марта 1907), об опасности руссификации («обмосковлення») в восточных уездах Черниговской губернии.
В апреле 1911 года оставался высланным из родной губернии.
В послереволюционные годы деятельность Ивана Тарасенко связана с Украинской Автокефальной Православной Церковью. С 1920 по 1922 год он исполнял обязанности секретаря Всеукраинской Православной Церковной Рады (основана в 1917), секретарствовал на заседаниях Первого
Всеукраинского Православного Церковного Собора, который работал в Киеве с 14 по 30 октября 1921 года.
Весной 1922 года Тарасенко арестовали вместе с его дочерью Марией, студенткой Киевского института народного образования, по обвинению в причастности к «контрреволюционной петлюровской» организации «Казачья рада» (или «Казачий совет»). По данному делу более 600 человек. 28 августа 1922 года Тарасенко и его дочь были расстреляны вместе с ещё
43 «врагами» советской власти.

## Отзывы современников
Что касается крестьян, то среди них встречаем и глубоко убежденных украинцев, сознательно защищающих наши национальные принципы. Так, необычайно приятно было мне поговорить с черниговским депутатом Тарасенко, из местечка Воронежа, с Кулишевой родины; я нашел у него и хорошее понимание современных обстоятельств, и знакомство с фактами из сферы
украинства. — Михаил Грушевский.